# Guática
Guática est une municipalité située dans le département de Risaralda en Colombie.